# Leucon jonesi
Leucon jonesi är en kräftdjursart som beskrevs av Bishop 1981. Leucon jonesi ingår i släktet Leucon och familjen Leuconidae. Inga underarter finns listade i Catalogue of Life.